# Вила-Нова (футбольный клуб, Гояния)
«Ви́ла-Но́ва» (порт. Vila Nova Futebol Clube) — бразильский футбольный клуб из города Гояния, штат Гояс. Клуб является одним из самых популярных и сильнейших в своём штате, хотя в последние годы успех больше сопутствовал сильнейшей команде и главному сопернику «Вилы-Новы» «Гоясу», клубу Серии А. Традиционно за «Вилу-Нову» болеют больше в городе Гояния, в то время как за «Гояс» — во всём остальном штате.

## История
Футбольный клуб «Вила-Нова» был основан 29 июля 1943 года. В 1946-1949 гг. назывался «Операрио» (Operário). В 1949-1950 гг. — «Арагуаия» (Araguaia). В 1950-1955 гг. — «Феникс» (Fênix Futebol Clube). С 1955 года было возвращено первоначальное название, которое команда носит поныне.
В 1961 году команда впервые стала чемпионом штата Гояс. В 1977 году дебютировала в Серии А Бразилии, в которой, впрочем, в те времена играло огромное количество команд и «Вила-Нова» заняла в том году 55-е место. В 1996 году команда стала чемпионом Бразилии в Серии C, а в 1999 году сыграла в Кубке КОНМЕБОЛ. Это было первое участие команды из штата Гояс в международном турнире, хотя вскоре (в 2005 году) главный конкурент, «Гояс», занял 3-е место в Серии А и принял участие в главном турнире континента, Кубке Либертадорес 2006.
В 2007 году «Вила-Нова», за которую болеет около 350 тыс. человек, добилась выхода в Серию B Бразилии.
«Вила-Нова» трижды выигрывала бразильскую Серию C, что является рекордным показателем в истории третьего по уровню дивизиона страны.

## Достижения
- Чемпион штата Гоияс (15): 1961, 1962, 1963, 1969, 1973, 1977, 1978, 1979, 1980, 1982, 1984, 1993, 1995, 2001, 2005
- Чемпион Второго дивизиона Лиги Гояно (1): 2000
- Чемпион Бразилии в Серии C (3): 1996, 2015, 2020 (рекорд)

### Баскетбольная команда
- Кубок Бразилии (1): 1973
- Кубок Южной Америки по баскетболу (2): 1973, 1974